# U.S. Men's Clay Court Championships 2024 - Qualificazioni singolare
Le qualificazioni del singolare degli U.S. Men's Clay Court Championships 2024 sono state un torneo di tennis preliminare per accedere alla fase finale. I vincitori dell'ultimo turno sono entrati di diritto nel tabellone principale. In caso di ritiro di uno o più giocatori aventi diritto a questi sono subentrati gli alternate, coloro che vengono ammessi al tabellone principale a causa dell'assenza di un lucky loser che possa sostituire il giocatore ritirato.

## Teste di serie
1. Gabriel Diallo (primo turno)
2. Patrick Kypson (qualificato)
3. Valentin Vacherot (ultimo turno)
4. Denis Evseev (ultimo turno)

1. Alexander Ritschard (qualificato)
2. Gijs Brouwer (qualificato)
3. Clément Tabur (primo turno)
4. Martin Damm (primo turno)

## Qualificati
1. Gijs Brouwer
2. Patrick Kypson

1. Alexander Ritschard
2. Wu Yibing

## Tabellone

### Legenda
| - Q = Qualificato - WC = Wild card - LL = Lucky loser | - ALT = Alternate - SE = Special Exempt - PR = Protected Ranking | - w/o = Walkover - r = Ritirato - d = Squalificato |

### Sezione 1
|  | Primo turno | Primo turno      | Primo turno      | Primo turno | Primo turno |  |  | Ultimo turno | Ultimo turno     | Ultimo turno     | Ultimo turno | Ultimo turno |  |
|  |             |                  |                  |             |             |  |  |              |                  |                  |              |              |  |
|  | 1           | Gabriel Diallo   | Gabriel Diallo   | 64          | 6           |  |  |              |                  |                  |              |              |  |
|  |             | Mitchell Krueger | Mitchell Krueger | 7           | 7           |  |  |              | Mitchell Krueger | Mitchell Krueger | 3            | 67           |  |
|  |             | Tristan Boyer    | 0                | 6           | 64          |  |  | 6            | Gijs Brouwer     | Gijs Brouwer     | 6            | 7            |  |
|  | 6           | Gijs Brouwer     | 6                | 3           | 7           |  |  |              |                  |                  |              |              |  |

### Sezione 2
|  | Primo turno | Primo turno    | Primo turno    | Primo turno | Primo turno |  |  | Ultimo turno | Ultimo turno   | Ultimo turno   | Ultimo turno | Ultimo turno |  |
|  |             |                |                |             |             |  |  |              |                |                |              |              |  |
|  | 2           | Patrick Kypson | Patrick Kypson | 6           | 6           |  |  |              |                |                |              |              |  |
|  | WC          | Kiranpal Pannu | Kiranpal Pannu | 2           | 2           |  |  | 2            | Patrick Kypson | Patrick Kypson | 4            |              |  |
|  |             | Brandon Holt   | 7              | 1           | 6           |  |  |              | Brandon Holt   | Brandon Holt   | 1            | r            |  |
|  | 8           | Martin Damm    | 5              | 6           | 2           |  |  |              |                |                |              |              |  |

### Sezione 3
|  | Primo turno | Primo turno         | Primo turno         | Primo turno | Primo turno |  |  | Ultimo turno | Ultimo turno        | Ultimo turno        | Ultimo turno | Ultimo turno |  |
|  |             |                     |                     |             |             |  |  |              |                     |                     |              |              |  |
|  | 3           | Valentin Vacherot   | 3                   | 6           | 6           |  |  |              |                     |                     |              |              |  |
|  |             | Ethan Quinn         | 6                   | 3           | 4           |  |  | 3            | Valentin Vacherot   | Valentin Vacherot   | 64           | 65           |  |
|  | Alt         | Alex Rybakov        | Alex Rybakov        | 4           | 4           |  |  | 5            | Alexander Ritschard | Alexander Ritschard | 7            | 7            |  |
|  | 5           | Alexander Ritschard | Alexander Ritschard | 6           | 6           |  |  |              |                     |                     |              |              |  |

### Sezione 4
|  | Primo turno | Primo turno   | Primo turno   | Primo turno | Primo turno |  |  | Ultimo turno | Ultimo turno | Ultimo turno | Ultimo turno | Ultimo turno |  |
|  |             |               |               |             |             |  |  |              |              |              |              |              |  |
|  | 4           | Denis Evseev  | Denis Evseev  | 6           | 6           |  |  |              |              |              |              |              |  |
|  | Alt         | Stefan Kozlov | Stefan Kozlov | 2           | 0           |  |  | 4            | Denis Evseev | Denis Evseev | 63           | 3            |  |
|  | WC          | Wu Yibing     | Wu Yibing     | 6           | 6           |  |  | WC           | Wu Yibing    | Wu Yibing    | 7            | 6            |  |
|  | 7           | Clément Tabur | Clément Tabur | 4           | 4           |  |  |              |              |              |              |              |  |